# Liste der Monuments historiques in Landujan
Die Liste der Monuments historiques in Landujan führt die Monuments historiques in der französischen Gemeinde Landujan auf.

## Liste der Objekte
| Bezeichnung            | Beschreibung                                           | Standort                      | Kennzeichnung | Schutzstatus | Datum | Bild |
| ---------------------- | ------------------------------------------------------ | ----------------------------- | ------------- | ------------ | ----- | ---- |
| Hauptaltar mit Retabel | Holz, vergoldet, 1819 von Antoine Tostivint geschaffen | in der Kirche St-Tudin (Lage) | PM35001061    | Inscrit      | 1972  |      |